# 김대흥
김대흥은 대한민국의 영화, 연극 배우이다.

## 출연작

### 드라마
- 2010년 OCN 금요드라마 《야차》
- 2014년 SBS 주말연속극  《끝없는 사랑》 - 재일교포 코치 역
- 2014년 KBS2 수목드라마  《조선 총잡이》 - 통역관 역
- 2015년 TV조선 & tvN 단막극 《위대한 이야기 - 김시스터즈》 - 재키윤 역
- 2015년 MBC 월화드라마 《화정》 - 주선 수하 역
- 2015년 OCN 일요드라마 《귀신 보는 형사 처용 2》 - 카파라치 역
- 2016년 MBC 주말특별기획 《옥중화》
- 2016년 OCN 일요드라마 《뱀파이어 탐정》
- 2016년 네이버 TV 웹드라마 《리얼터》 - 김택 역
- 2016년 SBS 일일연속극 《사랑은 방울방울》 - 고형사 역
- 2017년 MBC 주말드라마 《불어라 미풍아》
- 2017년 MBC 주말특별기획 《아버님 제가 모실게요》
- 2017년 JTBC 금토드라마 《언터처블》
- 2021년 tvN 금토드라마 《보이스 4》 - 해양경찰 역

### 영화
- 2005년 《아내의 애인을 만나다》 ... 순경 역
- 2007년 《귀신이야기》
- 2008년 《지금, 이대로가 좋아요》 ... 카우보이맨 역
- 2011년 《체포왕》 ... 택배기사 역
- 2013년 《노리개》 ... 전태원 역
- 2013년 《관상》 ... 교대군관 역
- 2015년 《암살》 ... 상해극장 관객 역
- 2016년 《커튼콜》 ... 심사위원 1 역
- 2019년 《롱 리브 더 킹: 목포 영웅》 ... 버스 중년남성 1 역
- 2021년 《간이역》 ... 조문객 1 역